# Orchestra Sinfonica della BBC
La BBC Symphony Orchestra è la principale orchestra della British Broadcasting Corporation ed una delle più importanti orchestre sinfoniche della Gran Bretagna.

## Storia
L'orchestra venne fondata come orchestra stabile nel 1930, con Adrian Boult come direttore stabile. Egli occupò l'incarico fino al 1950 quando gli succedette Malcolm Sargent rimanendovi fino al 1957. Fra gli altri suoi direttori principali si ricordano Antal Doráti (1962-66), Colin Davis (1967-71), Pierre Boulez (1971-75), Gennadij Roždestvenskij (1978-81) Andrew Davis (nessuna parentela con Colin Davis) (1989-2000) e Leonard Slatkin (2000-2004). Nel 2000, l'orchestra nominò suo primo compositore associato, Mark-Anthony Turnage. Leonard Slatkin tenne il suo concerto di addio alla Last Night of The Proms 2004. Nel 2005, il direttore ceco, Jiří Bělohlávek venne nominato 12° direttore stabile dell'orchestra e tenne il suo primo concerto in occasione della First night of The Proms 2006.
Oltre che dai suoi direttori principali, l'orchestra è stata guidata da grandi direttori d'orchestra come Arturo Toscanini, che realizzò una serie di registrazioni discografiche a Queen's Hall dal 1937 al 1939, pubblicate dall'etichetta discografica His Master's Voice in Gran Bretagna e dalla RCA Victor negli Stati Uniti. La EMI, successivamente, registrò una serie di concerti trasmessi in diretta alla radio, con Toscanini alla guida della BBC Orchestra. Altri direttori ospiti sono stati Charles Mackerras (1977-1979), Michael Gielen (1978-1981), Günter Wand, Mark Elder (1982-1985), Peter Eötvös (1985-1988), Aleksandr Lazarev (1992-1995), Bělohlávek (1995-2000) e Jukka-Pekka Saraste (2002-2005).
Prima della seconda guerra mondiale, l'orchestra si esibiva alla Queen's Hall. Allo scoppio della guerra venne spostata a Bristol dove inizialmente rimase molto inattiva. A seguito della posizione strategica del porto di Bristol dovette subire tutti i bombardamenti che colpirono la città e dovette essere ulteriormente spostata a Bedford nel luglio 1941. Le Proms del 1940 e 1941 non vennero organizzate e ritornarono nel 1942. La Queen's Hall fu distrutta dalla Luftwaffe con il lancio di bombe incendiarie l'11 maggio 1941, e questo evento obbligò a spostare la sede delle Proms all'attuale, presso la Royal Albert Hall. Al di fuori della stagione delle Proms, i concerti trasmessi per radio e le registrazioni discografiche vennero spostate alla Bedford School, e dopo il lancio delle V-1, nel 1944, i restanti concerti radiotrasmessi e le stagioni delle Proms vennero spostati al Corn Exchange di Bedford Una memorabile registrazione del 1944 della Sinfonia No. 2 di Edward Elgar, diretta da Sir Adrian Boult, fu successivamente masterizzata su CD dalla EMI, assieme altri brevi pezzi di Elgar registrati nel corso degli anni trenta alla Queen's Hall. Dal 1946, la sua sala fu il Maida Vale Studios ma tenne dei concerti anche al Barbican Centre, come orchestra residente associata.
L'orchestra ha frequentemente commissionato nuove opere ad alcuni compositori contemporanei. Fra questi si ricordano Harrison Birtwistle (Earth Dances), Pierre Boulez' (Rituel in Memoriam Bruno Maderna) e John Tavener (The Protecting Veil).
L'orchestra ha un ruolo preminente nei The Proms, l'annuale stagione autunnale di concerti alla Royal Albert Hall. Essa si esibisce nella prima e nell'ultima notte delle Proms.

## Direttori principali
- Adrian Boult (1930-1950)
- Malcolm Sargent (1950-1957)
- Rudolf Schwarz (1957-1963)
- Antal Doráti (1962-1966)
- Colin Davis (1967-1971)
- Pierre Boulez (1971-1975)
- Rudolf Kempe (1976)
- Gennadij Roždestvenskij (1978-1981)
- John Pritchard (1982-1989)
- Andrew Davis (1989-2000)
- Leonard Slatkin (2000-2004)
- Jiří Bělohlávek (2006-2012)
- Sakari Oramo (2013-)